# Зацепление Хопфа

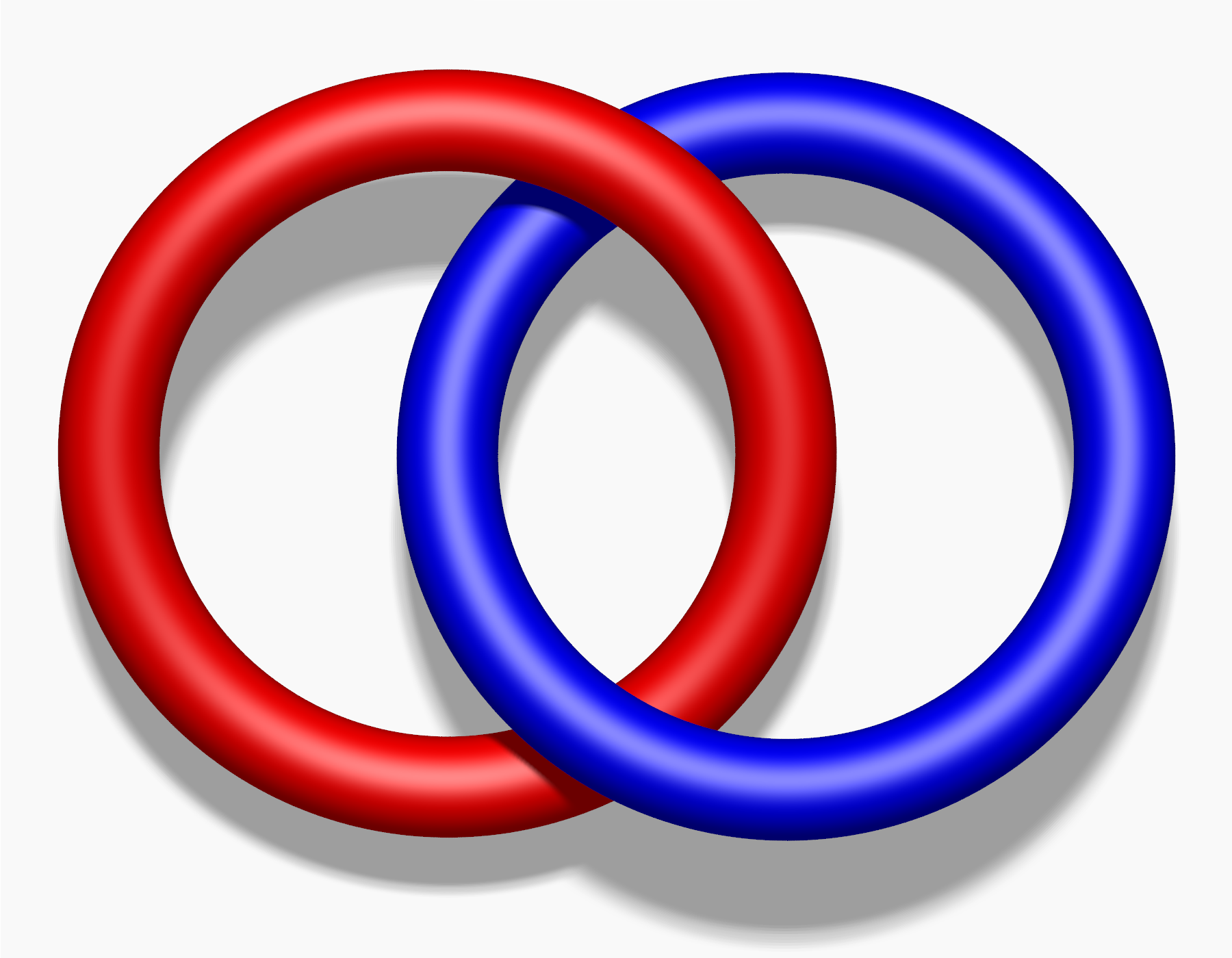
Зацепление Хопфа
Обозначение= L2a1
Число нитей = 2
Длина косы= 2
Число пересечений= 2
Коэффициент зацепления= 1
Гиперболический объём= 0
Класс= тор

Зацепление Хопфа — простейшее нетривиальное зацепление с двумя и более компонентами, состоит из двух окружностей, зацеплённых однократно и названо по имени Хайнца Хопфа.

## Геометрическое представление
Конкретная модель состоит из двух единичных окружностей в перпендикулярных плоскостях, таких что каждая проходит через центр другой. Эта модель минимизирует длину верёвки (длина верёвки — инвариант теории узлов) зацепления и до 2002 года зацепление Хопфа являлось единственным, у которого длина верёвки была известна . Выпуклая оболочка этих двух окружностей образует тело, называемое олоидом.

## Свойства

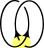
Скейн-соотношение для зацепления Хопфа

В зависимости от относительной ориентации двух компонент коэффициент зацепления Хопфа равен ±1.
Зацепления Хопфа является (2,2)-торическим зацеплением с описывающим словом {\displaystyle \sigma _{1}^{2}}.
Дополнение зацепления Хопфа — {\displaystyle \mathbb {R} \times S^{1}\times S^{1}}, цилиндр над тором. Это пространство имеет локально евклидову геометрию, так что зацепление Хопфа не является гиперболическим. Группа узлов зацепления Хопфа (фундаментальная группа его дополнения) — это {\displaystyle \mathbb {Z} ^{2}} (свободная абелева группа на двух генераторах) и она отличает зацепление Хопфа от двух незацеплённых окружностей, которым соответствует свободная группа на двух генераторах.
Зацепление Хопфа не может быть раскрашено в три цвета. Это непосредственно следует из факта, что зацепление можно раскрасить лишь в два цвета, что противоречит второй части определения раскраски. В каждом пересечении будет максимум 2 цвета, так что при раскраске мы нарушим требование иметь 1 или 3 цвета в каждом пересечении, либо нарушим требование иметь более 1 цвета.

## Расслоение Хопфа
Расслоение Хопфа — это непрерывное отображение из 3-сферы (трёхмерная поверхность в четырёхмерном евклидовом пространстве) в более привычную 2-сферу, такое, что прообраз каждой точки на 2-сфере является окружностью. Таким образом получается разложение 3-сферы на непрерывное семейство окружностей и каждые две различных окружности из этого семейства образуют зацепление Хопфа. Этот факт и побудил Хопфа заняться изучением зацеплений Хопфа — поскольку любые два слоя зацеплены, расслоение Хопфа является нетривиальным расслоением. С этого началось изучение гомотопических групп сфер.

## История

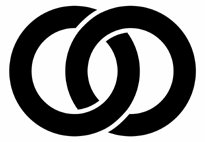
Герб

Зацепление названо именем тополога Хайнца Хопфа, исследовавшего его в 1931 году в работе по расслоению Хопфа. Однако такое зацепление использовал ещё Гаусс, а вне математики оно встречалось задолго до этого, например, в качестве герба японской буддийской секты Бузан-ха, основанной в XVI столетии.